# Arecacicola
Arecacicola — монотиповий рід грибів родини Lasiosphaeriaceae. Назва вперше опублікована 2001 року.

## Класифікація
До роду Arecacicola відносять 1 вид:
- Arecacicola calami

## Поширення та середовище існування
Знайдений на стовбурі Calamus на острові Ява, Індонезія.